# 5Y3

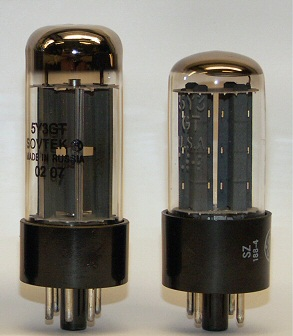
5Y3GT prod. General Electric z USA, z ok. 1960 r. (z prawej) oraz 5Y3GT z bieżącej (XXI w.) produkcji Sovtek z Rosji (z lewej).

5Y3 – lampa elektronowa zaprojektowana w 1935 r. przez Radio Corporation of America. Duodioda prostownicza - kenotron pełnookresowy, dioda próżniowa, żarzona bezpośrednio. Dioda stosowana w lampowych odbiornikach radiowych oraz lampowych wzmacniaczach gitarowych, wzmacniaczach elektroakustycznych i podobnych urządzeniach elektrycznych. Późniejsze wersje diody prostowniczej, o zmienionej obudowie, nosiły oznaczenie 5Y3G oraz 5Y3GT. W pierwszych latach po II wojnie światowej w Państwowej Wytwórni Lamp Radiowych (PWLR) w Dzierżoniowie produkowano lampy oznaczone jako 5Y3GN.

## Dane techniczne
- napięcie żarzenia – 5 V
- prąd żarzenia – 2A
- maksymalne dopuszczalne napięcie zwrotne – 1400 V
- maksymalny prąd szczytowy dla każdej anody – 0,4 A